# دهندرکلک
گرهون، روستایی از توابع بخش گافر وپارامونت شهرستان بشاگرد در استان هرمزگان ایران است.
گرهون دارای زمینهای کشاورزی زیادی است که محصولاتی چون انواع خرما ،  سیر، انجیر و انار از معروف ترین آنهاست .

## جمعیت
این روستا در دهستان گافر و پارمون قرار دارد و براساس سرشماری مرکز آمار ایران در سال ۱۳۸۵، جمعیت آن ۲۹۰ نفر (۸۰خانوار) بوده‌است.